# Landschaftsschutzgebiet Wall in Uttel
Das Landschaftsschutzgebiet Wall in Uttel ist ein Landschaftsschutzgebiet im Landkreis Wittmund des Bundeslandes Niedersachsen. Es trägt die Nummer LSG WTM 00004. Als untere Naturschutzbehörde ist Landkreis Wittmund für das Gebiet zuständig.

## Beschreibung des Gebiets
Das 1941 ausgewiesene Landschaftsschutzgebiet umfasst eine Fläche von 0,01 Quadratkilometern, die sich zwischen Hattersumer Straße und Hattersumer Leide erstreckt.

## Schutzzweck
Genereller Schutzzweck ist der „Schutz eines aufgelassenen Weges mit doppelseitigen gehölzbestandenen Wällen vor Schädigung und Verunstaltung“. Dies will der Landkreis durch ein Abwehren jeglicher Nutzung und durch eine ausreichende Abzäunung der Wallhecken zu den angrenzenden landwirtschaftlichen Nutzflächen erreichen. Zudem schlägt der Landkreis eine Unterschutzstellung als Geschützter Landschaftsbestandteil vor, um den Schutz ausreichend zu sichern.